# 馬哈瓜
馬哈瓜是古巴的城市，属謝戈德阿維拉省，面積544平方公里，海拔高度110米，2004年人口26,617，人口密度為每平方公里48.9人。